# پناری، نیو ساوت ولز
پناری (به انگلیسی: Penarie) یک شهرک در استرالیا است که در نیو ساوت ولز واقع شده‌است.